# Маргарита де Фуа
Маргарита де Фуа (фр. Marguerite de Foix; ок. 1449 — 15 мая 1486) — герцогиня Бретани с 1474 года в браке с герцогом Франциском II.

## Жизнь
Она была дочерью королевы Элеоноры Наваррской (1425—1479) и Гастона IV, графа Фуа (1425—1472).
27 июня 1474 года в Шато-де-Клиссон она вышла замуж за герцога Бретани Франциска II (1435—1488), сына Ришара Бретонского, графа д’Этамп (1395—1438) и Маргариты Орлеанской, графини Вертю (1406—1466). Это был второй брак Франциска, его первая жена Маргарита Бретонская умерла в 1469 году.
Маргарита Фуа умерла в Шато-де-Нанте в Нанте и была похоронена в соборе святых Петра и Павла в великолепной гробнице, построенной в раннем стиле французского Ренессанса, рядом с мужем и Маргаритой Бретонской.

## Дети
У Маргариты и Франциска было две дочери:
- Анна (1477—1514), герцогиня Бретани, графиня де Монфор и д’Этамп
- Изабелла (1481—1490)